# Combichrist
Combichrist (произнася се Комбикрайст) е норвежки агротек проект, стартиран през 2003 г. от Анди ЛаПлегуа (от фучърпоп групата Icon of Coil).

## История

### Формиране
Първите неща, които написва ЛаПлегуа са типична смесица между пауърнойз и техно и са издадени под псевдонима DRIVE. Името на групата по-късно се променя на Combichrist, преди да бъде издаден дебютния им албум The Joy Of Gunz, от немския лейбъл Out of Line. Името на групата произлиза още от времената когато ЛаПлегуа заедно с китариста Хакон Мела се занимават с правенето на собствени любителски комикс материали на хардкор тематика. Известно време след зараждането на идеята за групата, ЛаПлегуа напуска родна Норвегия и се установява в Съединените американски щати, където е сега и домът на Combichrist, както и всички други странични проекти на норвежеца.

### Успех
През 2004 г. второто EP на групата „Sex, Drogen Und Industrial“ прекарва 7 седмици на първо място в немската алтернативна класация. През 2005 излиза вторият им албум „Everybody Hates You“ и оттогава насетне групата определя музиката, която прави като Electronic Body Music, позната повече под съкращението EBM. Издаването на следващия им албум „Get Your Body Beat“ през 2006, се оказва и големият пробив за групата, която става изключително популярна в електронните среди.

## Дискография

### Албуми
The Joy of Gunz (2003)
1. Intruder Alert – 3:41
2. Joy To The World – 4:17
3. You Will Be The Bitch Now – 3:25
4. Winteryear – 3:36
5. Play Dead – 4:07
6. Turmoil – 2:54
7. Master Control – 3:45
8. Vater Unser – 4:27
9. The Line To The Dead – 4:57
10. Bulletfuck – 3:32
11. Human Error – 2:50
12. God Wrapped In Plastic – 3:56
13. History Of Madness – 4:49
14. Shrunken Heads For All Occasions – 7:05
15. This Is The Joy Of Gunz – 4:07

Everybody Hates You (2005)
- CD 1

1. This Shit Will Fuck You Up – 4:45
2. Enjoy The Abuse – 5:14
3. Today I Woke To The Rain Of Blood – 5:45
4. „I'm Happy Anyway“ – 5:11
5. Blut Royale – 5:33
6. „Who's Your Daddy, Snakegirl?“ – 6:23
7. Feed Your Anger – 4:50
8. God Bless – 4:28
9. Happy Fucking Birthday – 4:47
10. This Is My Rifle – 4:58
11. Like To Thank My Buddies – 6:18
12. Lying Sack of Shit – 5:01
13. Without Emotions – 4:40

- CD 2 (Digipack edition)

1. The Undertaker – 4:50
2. Red Signal – 5:36
3. Wreckage – 5:54
4. Rubber Toy – 5:28
5. Below – 7:22
6. Fever – 4:49
7. Beneath Every Depth – 7:59
8. The Corps Under My Bed – 7:01
9. Long Gone – 7:44

What The Fuck Is Wrong With You People? (2007)
- CD 1

1. Five AM Afterparty – 0:55
2. „What The Fuck Is Wrong With You?“ – 5:00
3. Electrohead – 6:00
4. Adult Content – 5:51
5. Fuck That Shit – 5:51
6. Brain Bypass – 8:30
7. Get Your Body Beat – 4:49
8. Deathbed – 5:59
9. In The Pit – 4:38
10. Shut Up And Swallow – 5:46
11. Red – 4:18
12. Are You Connected – 5:39
13. Give Head If You Got It – 4:43
14. All Your Bass Belongs To Us – 4:44

- CD 2 (Digipack edition)

1. God Warrior – 4:50
2. Dead Again – 4:37
3. Verdammt – 6:15
4. AM – 3:24
5. Dawn Of Man – 5:44
6. Jack Torrance – 4:15
7. Another Corpse Under My Bed – 5:28
8. „Body: Part“ – 5:27
9. HAL 9000 – 5:42
10. „Shut Up And Bleed (с участието на Waste)“ – 4:45

### EP-та
- 2003 Kiss The Blade (лимитирано издание от 667 копия)(Out of Line)
- 2004 Blut Royale (лимитирано издание от 666 копия)(Bractune Records)
- 2004 Sex, Drogen Und Industrial (Out of Line)
- 2006 Get Your Body Beat (Out of Line / Metropolis Records)

### Ремикси правени от Combichrist
- Agonoize – Chains of Love (Destruction Remix)
- The Azoic – Conflict
- Hocico – Ruptura (Motherfucker 667 Remix)
- Icon of Coil – Android
- Icon of Coil – Regret
- Icon of Coil – Shelter
- I:Scintilla – Havestar
- Snakeskin – I am the Dark (Electronoir Mix)
- Warren Suicide – Butcher Boy
- Mindless Self Indulgence – Straight to Video
- SSS – Demi God
- FGFC820 – Existence
- Interface – Faith in Nothing
- Dive vs. Diskonnekted – Do you believe it
- Tamtrum – Abort The Pope
- W.A.S.T.E. – Shut Up And Bleed
- Angelspit – 100% (110% Fucked Mix)
- Angelspit – 100% (99% Rawmix)
- Modulate – Skullfuck
- Beneath The Rubble – Front Line Assembly

### Ремикси правени за Combichrist
- Kiss the Blade remixed by Soman
- Sex, Drogen, und Industrial remixed by Soman
- Sex, Drogen, und Industrial remixed by Lowtech
- Vater Unser remixed by Combicritters
- This Is My Rifle BioMechAnimal Mix by XP8
- This Is My Rifle AK47 Mix by Controlled Collapse
- This Is My Rifle BFG Remix by Servo.Hatred
- This Is My Rifle Pussy Pounding Mix by Encoder
- This Is My Rifle Spoils Of War Remix by Kandelectra
- This Is My Rifle UCNX Mix
- This Is My Rifle Killswitch Remix
- This Is My Rifle Zyst3m 3rror Re.mix by ZyVar+2
- Get Your Body Beat remixed by KMFDM
- Get Your Body Beat remixed by Amduscia
- Get Your Body Beat remixed by Point 45
- Get Your Body Beat remixed by Manufactura
- Get Your Body Beat remixed by Spetsnaz
- Get Your Body Beat remixed by Sergio Mesa
- Get Your Body Beat remixed by Controlled Collapse